# 100.000 of niets
100.000 of niets was een Vlaamse quiz die van 1956 tot 1959 elke zondagavond op de Belgische Radio en Televisie te zien was. De presentatie was afwisselend in handen van Tony Corsari, Bob Van Bael en Pros Verbruggen.

## Geschiedenis van het programma
Op 11 december 1956 ging 100.000 of niets voor het eerst van start als onderdeel van het programma, Knal, wie vangt de bal?. Vanaf 12 januari 1958 werd 100.000 of niets een zelfstandige show, die wekelijks werd uitgezonden. Er werd ook een permanente controlecommissie aangesteld, bestaande uit Mr. Van Hove (juridische dienst van het N.I.R.), professor Lucien De Smet en Dr. A.J. Aernouts.
In 1959 stopte men met het programma, maar in 1968 werd er een nieuwe reeks uitgezonden. De presentatie van deze versie van 100.000 of niets was in handen van Pros Verbruggen, Jan Theys en Rudy Samson. Regine Clauwaert trad op als gastvrouw.

## Het spel
Er waren telkens drie kandidaten, wier score op drie reusachtige thermometers werd aangebracht. De quiz had vier rondes die rond een bepaald thema draaiden. In de finale bleef er één kandidaat over die dan een uiterst gedetailleerde vraag correct moest beantwoorden. De prijs was 100.000 Belgische frank, al betaalde men in de praktijk de winnaar uit in natura door hem een huishoudelijk apparaat te schenken.

## In populaire cultuur
- De Strangers zongen in hun nummer "T.V. Truut" (1960) dat ze droomden dat ze naar de "honderdduizend zochten met Madame Krielemans". Een verwijzing naar "100.000 of niets" en het personage Madame Krielemans uit Schipper naast Mathilde.
- In de stripreeks Nero door Marc Sleen nemen Nero en Adhemar in het album De Witte Parel (1962) deel aan 100.000 of niets. De presentator is een karikatuur van Tony Corsari (strook 7-9).
- De eerste winnaar van de show was Roger Windels, de latere senator en burgemeester van Torhout. De kinderen in zijn gemeente kregen zelfs een vrije schooldag.

## Meer informatie
- En toen was er beeld (11) op radiovisie.eu (gearchiveerd)
- (en)   100.000 of niets in de Internet Movie Database
- ADRIAENS, Manu, Blijven kijken! 50 jaar televisie in Vlaanderen, Uitgeverij Lannoo, Tielt, 2003, blz. 147-148.